# Nacho Yáñez
Ignacio Yáñez Cidad (Madrid, 11 de abril de 1973) es un exbaloncestista español de 2,03 metros de altura que jugaba en la posición de alero. Formado en las categorías inferiores del Colegio Virgen de Atocha y del Real Madrid, jugó en un total de 15 equipos profesionales de varias categorías en España . Su último equipo como profesional fue el CB Canarias, equipo en el que actualmente ejerce de entrenador ayudante de Txus Vidorreta.

## Biografía
Yáñez debutó en la liga ACB con el Baloncesto Fuenlabrada el 5 de septiembre de 1996.

### Selección nacional
Ha sido internacional con la Selección nacional de baloncesto de España B. Participó en los Juegos del Mediterráneo de 2001 en Túnez, consiguiendo la medalla de oro.

## Clubes
- Cantera Colegio Virgen de Atocha de Madrid .1980–1991
- Real Madrid Junior (Antigua categoría) 1991–1992
- Europolis Las Rozas Primera División - 1992–1993.
- Real Canoe NC - Segunda División - 1993–1994.
- Real Canoe NC - EBA (España) - 1994/1995
- Baloncesto Fuenlabrada - EBA (España) - 1995/1996
- Baloncesto Fuenlabrada - ACB (España) - 1996/1997
- Baloncesto Fuenlabrada - LEB (España) - 1997/1998
- CB Ciudad de Huelva - LEB (España) - 1998/1999
- Club Basquet Inca - LEB (España) - 1999/2000
- Universidad Complutense - LEB2 (España) - 2000/2001
- Adecco Estudiantes - ACB (España) - 2001/2002
- CB Tenerife - LEB (España) - 2002/2003
- Unelco Tenerife - ACB (España) - 2003/2004
- Plus Pujol Lleida - ACB (España) - 2004/2005
- Llanera Menorca - ACB (España) - 2005/2006
- ViveMenorca - ACB (España) - 2006/2007
- Grupo Begar León - ACB (España) - 2007/2008
- Illescas Urban Castilla-La Mancha - LEB ORO (España) - 2008/2009
- Unión Baloncesto La Palma - LEB ORO (España) - 2008/2009
- C.B. Villa de Valdemoro - LEB BRONCE (España) - 2008/2009
- Socas Canarias Ciudad de La Laguna - LEB ORO (España) - 2009/2010
- Isla de Tenerife Socas Canarias - LEB ORO (España) - 2010/2011
- Iberostar Canarias - LEB ORO (España) - 2011/2012

## Títulos

### Distinciones individuales
- Gigante de la LEB 2. Revista 'GIGANTES DEL BASKET' (2000-2001) Universidad Complutense.
- Quinteto ideal Nacional LEB2. EUROBASKET.COM (2000-2001). Universidad Complutense.
- MVP All Stars LEB 2001 (LEÓN) 13/01/2001.
- MVP Copa del Príncipe 2012 31/01/2012. Iberostar Canarias.

### Distinciones de Equipo
- Campeón de la Copa del Príncipe. LEB 05/01/1998. Pineda de Mar. C.B. Fuenlabrada.
- Ascenso a la Liga ACB. Temporada 96-97. LEB. C.B. Fuenlabrada.
- Ascenso a la Liga LEB. Temporada 00-01. LEB-2.  Universidad Complutense.
- Medalla de Oro en los Juegos del Mediterráneo. Túnez 2001. Selección Española-B.
- Campeón de la Copa del Príncipe. LEB 02/02/2003. Inca. Unelco Tenerife.
- Ascenso a la Liga ACB. Temporada 03-04. LEB. Unelco Tenerife.
- Campeón de la Copa del Príncipe. LEB 31/01/2012. San Cristóbal de la Laguna. Iberostar Canarias.
- Ascenso a la liga ACB. Temporada 11-12. LEB. Iberostar Canarias.

## Participaciones internacionales
- Juegos del Mediterráneo - (España) - 2001